# 小山さほみ
小山 さほみ（こやま さほみ、2月27日 - ）は、日本の女性声優。

## 経歴
アズリードカンパニーにて「伊藤さほ」名義にてデビュー。その後、「梅原千尋」と改名し、TABプロダクションへ移籍。フリーにて活動の後、芸名を「梅原千尋」から「小山さほみ」に変更した、当時はAZ creativeに所属。
2021年3月よりフリーになりました。

## 出演
太字はメインキャラクター。

### テレビアニメ
- 真・恋姫†無双（2009年 - 2010年、張宝[2]）- 2シリーズ
- Summer Pockets（2025年、水織静久[3][4]）

### OVA
- 真・恋姫†無双〜乙女大乱〜 †あわわっDVD/Blu-ray第七巻はOVAすぺしゃるです〜†（2011年、張宝）

### ゲーム
時期不明
- XAOC（NPC）

2000年代
- 風雨来記2（2005年、芹沢葉子）
- はかれなはーと 君がために輝きを（2007年、豊春加奈子）

2010年代
- 真・恋姫†夢想〜乙女繚乱☆三国志演義〜 魏編（2010年、張宝）
- アルカディアコード（2014年、ルカ）
- ChuSingura46+1 -忠臣蔵46+1- V（2015年、清水一学、甲佐一魅）
- 雷子（2015年、周泰）
- なないろリンカネーション（2015年、桔梗、芙蓉）
- 幻魔郷ワンダラー（2016年、ジャンヌダルク）
- 萌え萌え2次大戦（略）3（2017年、ふがく、ビスマルク、ヴィルヘルム、スターリナ）
- はがねオーケストラ（サザンカ、ハゴロモ、フクロウ、ヤヨイ）
- Cafe Cuillere〜カフェ キュイエール〜（2018年、拓人母）
- Summer Pockets（2018年、水織静久）
- シルヴァリオ トリニティ -Beyond the Horizon-（2019年、リン・ミツバ）

2020年代
- Summer Pockets REFLECTION BLUE（2020年、水織静久）

### ドラマCD
- レイヴ☆みっくす番外編 イベントは突然に！（2013年、紫輝ミーコ）
- Summer Pockets 鳥白島迷言かるた2 読み上げCD（2020年、水織静久）

### ナレーション
- スピードラーニングKISO1.2.3.4・他[1]
- 三井不動産「柏の葉キャンパスシティ」ショールーム音声[1]
- レック「店頭用商品PVナレーション」

### 舞台
- まごころ18番勝負「朗読劇…In The Attic」（『手術』の看護婦 役[1]）
- 劇団975hpa
  - 「銀河爆発ビクトリーファイブ」[1]
  - 「山小屋からの招待状」[1]

## ディスコグラフィ

### キャラクターソング
| 発売日         | 商品名                                                                | 歌                     | 楽曲                                                            | 備考                                           |
| -------------- | --------------------------------------------------------------------- | ---------------------- | --------------------------------------------------------------- | ---------------------------------------------- |
| 2009年12月16日 | 「真・恋姫†無双」キャラクターソングCD 一「数え役萬☆姉妹（張三姉妹）」 | 数え役萬☆姉妹          | 「YUME 蝶ひらり」 「乙女のチカラ」 「あいはだってだって最強！」 | テレビアニメ『真・恋姫†無双』挿入歌            |
| 2010年7月21日  | 真・恋姫†無双 歌将大乱                                                | 数え役萬☆姉妹          | 「ダイジョウブ！」                                              | テレビアニメ『真・恋姫†無双』挿入歌            |
| 2020年12月11日 | Summer Pockets キャラクターソング『Sing!2』                           | 水織静久（小山さほみ） | 「柔らかい記憶」                                                | ゲーム『Summer Pockets REFLECTION BLUE』関連曲 |

### その他参加楽曲
| 発売日        | 商品名                                                     | 歌         | 楽曲        | 備考 |
| ------------- | ---------------------------------------------------------- | ---------- | ----------- | ---- |
| 2012年8月11日 | 月虹歌劇団 1st Stage 空                                    | 月虹歌劇団 |             |      |
| 2014年6月6日  | 月虹歌劇団 2nd Stage ドラマ＆ボーカルCD 恋文〜LoveLetter〜 | 小山さほみ | 「Chance!」 |      |

### ユニットメンバー
1. ↑  張角（岡嶋妙）、張宝（梅原千尋）、張梁（吉住梢）
2. ↑  梅原千尋、加澄もも、鳴海エリカ、比嘉建子、友永朱音、廣田詩夢、やなせなつみ